# Elaphoglossum vulcanicum
Elaphoglossum vulcanicum är en träjonväxtart som beskrevs av Christ. Elaphoglossum vulcanicum ingår i släktet Elaphoglossum och familjen Dryopteridaceae. Inga underarter finns listade.